# Kozinec (Krkonošské podhůří)

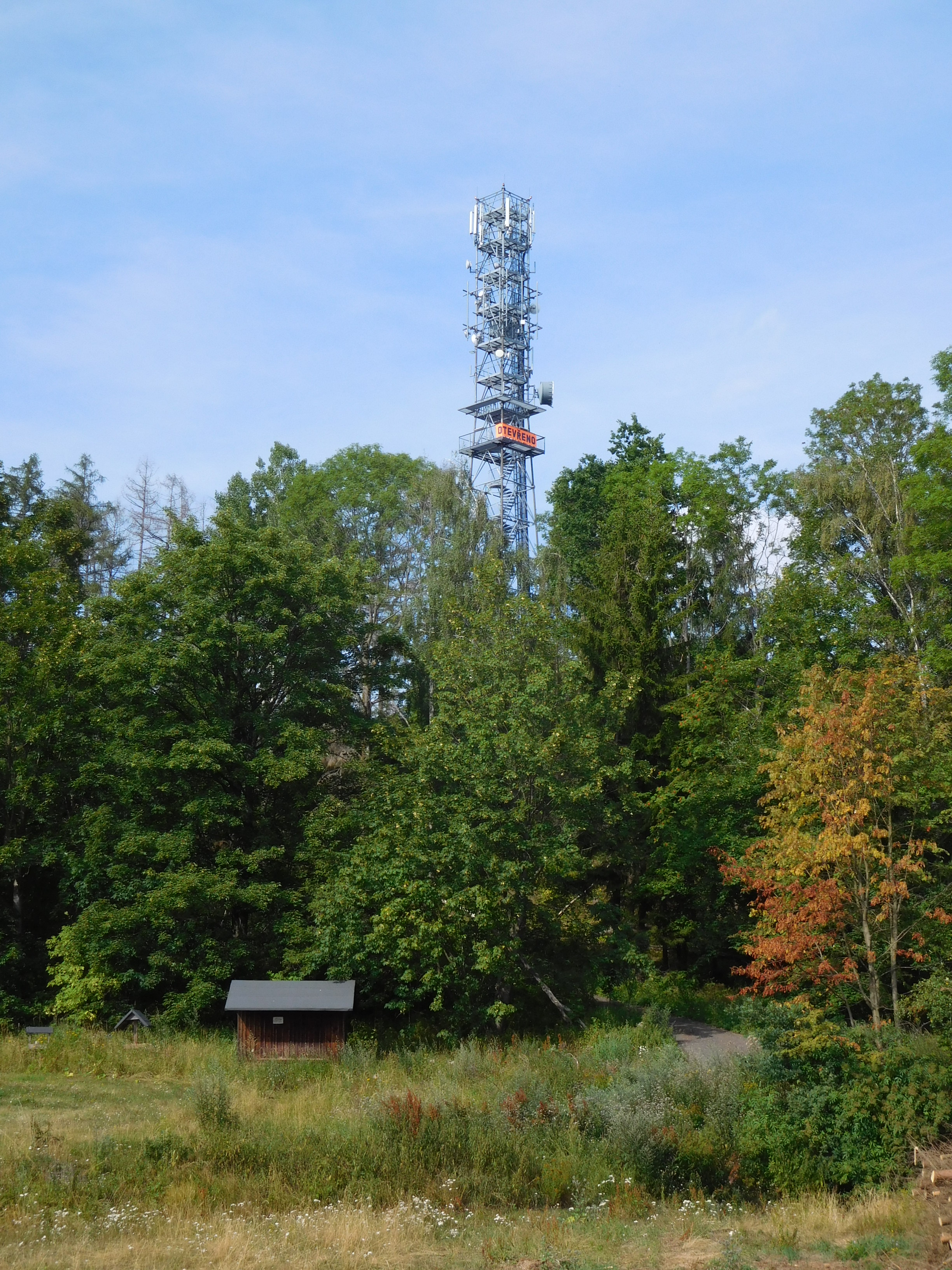
Východní vrchol Kozince s rozhlednou

Kozinec (608 m n. m.) je vrchol v Krkonošském podhůří. Nachází se severně od obce Vidochov u Nové Paky a je nejvyšším vrcholem okresu Jičín.

## Rozhledna
Na východním vrcholu je 55 metrů vysoká radiokomunikační věž, postavená v roce 2004 a veřejnosti zpřístupněná v roce 2009. Vyhlídka je ve výšce 33 metrů. V současné době (2015) je otevřená jenom v sobotu odpoledne.